# Милош Вујановић
Милош Вујановић (Горњи Милановац, 24. јул 1992) српски је певач.

## Биографија
Ожењен је Златом Аранђеловић. ћерком Зорице Брунцлик и Мирољуба Аранђеловића Кемиша, са којом има ћерку Милицу.
У сезони 2013/14. у музичком такмичењу Звезде Гранда заузео је друго место. Одмах после такмичења добио је прву песму од Гранд продукције под називом Апсолутна Нула.
Већ наредне године избацио је нови сингл баладу под именом Рањени лав. У марту 2017. године снимио је дует са хрватском певачицом Мајом Шупут који је носио назив Скидај се са љубави.
До краја 2017. године снимио је још један сингл "Тапија".

## Синглови
- Апсолутна нула (2014)
- Рањен лав (2015)
- Скидај се са љубави (2017) (дует са Маја Шупут)
- Тапија (2017)
- Пут до пакла (2024)[1]